# كيلب فولان
كيلب فولان (بالإنجليزية: Caleb Folan)‏ (مواليد 26 أكتوبر 1982 في ليدز - إنجلترا) لاعب كرة قدم أيرلندي يلعب حاليا لصالح نادي الدرجة الممتازة هال سيتي الإنجليزي منذ 2007 في مركز المهاجم .

## روابط خارجية
- كيلب فولان على موقع الدوري الأمريكي (الإنجليزية)
- كيلب فولان على موقع قاعدة بيانات كرة القدم.إي يو (الإنجليزية)
- كيلب فولان على موقع ناشيونال فوتبول تيمز (الإنجليزية)
- كيلب فولان على موقع Soccerbase.com (لاعب) (الإنجليزية)
- كيلب فولان على موقع عالم كرة القدم.نت (الإنجليزية)